# Muricea atlantica
Muricea atlantica is een zachte koraalsoort uit de familie Plexauridae. De koraalsoort komt uit het geslacht Muricea. Muricea atlantica werd in 1911 voor het eerst wetenschappelijk beschreven door Kükenthal. 